# Серебристошейный голубь
Серебристошейный голубь, или мадейрский голубь (лат. Columba trocaz), — вид птиц из семейства голубиных, обитает в лавровых лесах в горах на севере Мадейры. Крупный тёмный голубь с серебристыми пятнами на шее и фиолетовым отливом на груди. Клюв взрослых птиц — оранжево-красный, молодых — буровато-красный, радужная оболочка глаз — ярко-жёлтая, а ноги — красные. Питается в основном плодами, а также семенами и травами, рацион зависит от времени года. Гнездо строит на деревьях, кустарниках и выступах скал, в кладке обычно только одно яйцо.
Серебристошейный голубь был описан немецким орнитологом Карлом Хейнекеном в 1829 году. Он близок темнохвостому лавровому, некоторые учёные считают их одним видом.

## Описание
Крупный голубь с длиной тела 38—40 см (по другим данным — 40—46 см) и массой 500 г. Как и прочие голубиные, обладает плотным телосложением с небольшой головой, относительно тонкой и короткой шеей, длинными и острыми крыльями и хвостом средней длины. Оперение тёмного сланцевого цвета, по сторонам шеи расположены серебристо-серые пятна, перемежающиеся с зелёным оттенком. Верх спины, кроющие и маховые перья — чёрно-коричневые, белые пятна на крыльях отсутствуют, однако кончики первостепенных маховых перьев окрашены в белый, а второстепенные маховые перья плавно меняют цвет на более серый. Остальная часть спины и надхвостье окрашены в серо-голубой цвет. Хвост чёрный, с широкой светло-серой полосой недалеко от края. Грудь тускло-розовая, или красновато-фиолетовая, с оранжевым оттенком, остальное оперение снизу тускло-серое, или серо-голубое. Радужка глаза бледно-жёлтая, вокруг него красное кольцо, клюв — красный с жёлтым кончиком. Ноги кораллово-красные.
Половой диморфизм в расцветке отсутствует, однако учёные отмечают различные размеры самцов и самок. Общая длина тела составляет 460—473 мм у самцов и 380—462 мм у самок, длина крыла — 247 мм у самцов и 243 мм у самок, а масса — 420—520 г у самцов и 390—424 г у самок. Длина хвоста серебристошейного голубя составляет 150 мм, клюва — 23 мм, предплюсны — 46 мм, длинного пальца — 50—51 мм. Молодые птицы более тусклые и коричневые, их оперение не переливается как у взрослых, в целом они серее молодых вяхирей.
Единственным другим голубем, обитающим на острове Мадейра является подвид сизого голубя Columba livia atlantis, который выглядит тоньше и быстрее в полёте. У него более острые крылья со светлыми отметками на третьестепенных маховых перьях, а хвост пропорционально короче. По сравнению с вяхирем (Columba palumbus) у него более тёмный сланцевый цвет, и заметно меньше зелёного оттенка в оперении шеи сзади. В то время, когда подвид вяхиря Columba palumbus maderensis обитал на Мадейре, серебристошейного голубя называли чёрным («black pigeon»), а вяхиря — белым голубем («white pigeon»). Оперение груди у него более розовое, чем у вяхиря, а пятна на шее меньше. Белая полоса по краю кроющих перьев крыла также заметно уже. Во время полёта серебристошейный голубь выглядит тяжелее вяхиря, с более крупными крыльями.
Серебристошейный голубь отличается от родственного темнохвостого лаврового голубя (Columba bollii), обитающего на Канарских островах, более крупными размерами, серебристо-серыми пятнами по бокам шеи, более ограниченной розовой областью на груди и серебристой внешней окантовкой первостепенных маховых перьев. Общий цвет оперения также более светлый.

## Поведение
Вокализация серебристошейного голубя отличается от песен темнохвостого лаврового голубя и скорее напоминает пение и голосовые сигналы вяхиря, только более тихие. В её основе лежит слабая, грубо звучащая и довольно разнообразная ритмичная фраза, состоящая из 4—6 нот: «rhuu-urh-rhu-rhooh… rhuu-urh-rhu-rhooh…». Обычно она состоит из коротких нот и включает только одну или две более длинных. Также песню представляют как ритмичный и звучный «oo coo coo coo-coo».
Птицы очень пугливы. Описывая попытки получить тушку серебристошейного голубя британский орнитолог Фредерик Дьюкейн Годман (1834—1919) указывал, что птиц можно обнаружить только если устроиться ещё до рассвета под деревом. Учитывая, что серебристошейные голуби живут на высоких деревьях на крутых горных склонах, подстреленные птицы падали с такой высоты, что разбивались и оказывались не пригодны для коллекции.

## Распространение
Серебристошейный голубь обитает на острове Мадейра, принадлежащем Португалии. Ранее также встречался на соседнем острове Порту-Санту. Расширенная площадь ареала составляет 820 км².
Основной средой обитания являются леса высоко в горах, часто скрытые облаками, с преобладанием высоких лавровых деревьев (Laurus) и эрики древовидной (Erica arborea). В основном птицы встречаются на северных склонах, на юге обитают лишь на нескольких изолированных участках лаврового леса. Высота над уровнем моря может достигать 850 метров.
Птицы не осуществляют сезонных миграций, однако достаточно мобильны. Осенью часто спускаются со скал, чтобы найти себе пропитание в сельскохозяйственных регионах.

### Охранный статус
Международный союз охраны природы относит серебристошейного голубя к видам под наименьшей угрозой, с 2004 по 2011 годы охранный статус птицы рассматривался близким к уязвимому положению. Серебристошейный голубь также охраняется директивой Европейского союза, включён в красную книгу Португалии как уязвимый и Красную книгу Африки — как редкий вид.
На протяжении XX века популяция вида постепенно сокращалась. Основной причиной уменьшения численности являлось сокращение лавровых лесов, которые занимают до 13,5 % площади острова. Ежегодно местные жители убивали до 500 птиц, когда те опускались на поля, часто во время сезона размножения. По оценкам 1985 года, за пять дней в январе и феврале (несколько воскресений подряд) было застрелено около 300 птиц, ещё 200 было отравлено. Кроме того, серьёзную проблему для яиц и молодых птенцов представляют интродуцированные чёрные крысы (Rattus rattus). Основываясь на измерении лесного покрова на острове, учёные подсчитали, что в период с 2000 по 2012 годы, то есть в пределах трёх поколений (16,8 лет) серебристошейный голубь потерял около 21 % своей среды обитания.
Позднее численность птиц стабилизировалась. В 1986 году она оценивалась в 2700 особей. В том же году вступил в силу запрет на охоту на них и число птиц стало расти. На рубеже веков по разным оценкам численность составляла от 8500 до 10000 особей на площади 160 км². Опубликованные в 2015 году исследования BirdLife International оценивают популяцию в 10 000—14 000 взрослых птиц. При этом птицы вернулись на оставленные ранее территории, а также распространились на участки без лаврового леса. В 2004 году на некоторых сельскохозяйственных территориях был разрешён ограниченный отстрел птиц. Некоторые учёные полагают, что птицы сохраняют свою численность только из-за охраны реликтовых лавровых лесов, в которых они обитают, и полного запрета на охоту на этих охраняемых территориях. Для этих целей в 1993 году был создан природный парк и биосферный резерват Мадейра, в юрисдикцию которого почти полностью входит ареал серебристошейного голубя.

## Питание
В рацион серебристошейного голубя входят фрукты, листья и зерно, в общей сложности диета включает 33 различных вида растений. Её основу составляют плоды и семена лавра азорского (Laurus azorica), окотеи зловонной (Ocotea foetens) и Ilex canariensis (54 % поедаемых фруктов принадлежат этим трём видам), реже персеи индийской (Persea indica, 11 %), Bituminaria bituminosa, Teline maderensis, Phyllis nobla, а также Myrica faya, Apollonias barbujana, клетры древовидной (Clethra arborea) и Picconia excelsa. Среди листьев и цветов серебристошейные голуби предпочитают кустарники и травы (61 %), Ilex canariensis (9,6 %), при этом до 9 % приходится на интродуцированные виды, в основном яблоню домашнюю (Malus domestica) и персик (Prunus persica). На сельскохозяйственных землях кормятся зерном и плодовыми культурами.
Рацион серебристошейного голубя очень сильно зависит от сезона. Осенью и зимой птицы в основном питаются плодами, а летом и весной — листьями и цветами. Обычно в рацион входит по меньшей мере 16 различных видов за сезон, летом рацион более разнообразен и количество видов достигает 22. Весной, когда фруктов не хватает, его основу составляют листья растений, в первую очередь Ilex canariensis, Bituminaria bituminosa (55 % рациона). Летом чаще всего голуби питаются плодами лавра азорского и листьями Bituminaria bituminosa, но они составляют немногим более 12 % рациона каждый. Осенью в диете серебристошейного голубя доминируют фрукты: плоды лавра азорского, окотеи зловонной и персеи индийской составляют 72 % рациона. Принципиальной частью зимней диеты также являются фрукты, более 80 % рациона составляют плоды окотеи зловонной and Ilex canariensis.
Учёные обратили внимание, что дающая плоды круглый год окотея зловонная имеет большое значение для питания серебристошейного голубя, в то время как обладающий тем же свойством Ilex canariensis не так часто входит в рацион. Анализ фекалий показал, что семена Ilex canariensis, Myrica faya и Visnea mocanera проходят через пищеварительную систему нетронутыми, а семена других растений, в частности окотеи зловонной, Apollonias barbujana, персеи индийской и лавра азорского, оказываются слегка повреждёнными.
Птицы могут питаться как на деревьях, так и на земле, где они предпочитают цветы и листья представителей рода осот (Sonchus), сельдерей узлоцветковый (Apium nodiﬂorum), водяной кресс и Phyllis nobla. Было также замечено, что птицы питаются Rumex maderensis, подорожником большим (Plantago major) и водяным крессом (Nasturtium ofﬁcinale), однако при анализе фекалий остатков этих растений не было обнаружено.
Птицы часто питаются в небольших стаях, изредка, обычно во время недостатка пищи, собираются в крупные стаи и спускаются на поля, где наносят урон сельскому хозяйству и становятся предметом охоты. В 1989 и 1993 годы проводились исследования на предмет эффективного и безопасного отпугивания серебристошейных голубей от полей. Самыми эффективными были признаны звуковые пугалки.

## Размножение
Птицы могут откладывать яйца круглый год, но пик сезона размножения приходится на период с февраля по июнь. Их ухаживания напоминают аналогичные у вяхиря. Самцы кивают и кланяются, а в воздухе поднимаются высоко вверх, громко махая крыльями, а потом плавно скользят с расправленными крыльями и хвостом вниз по спирали к своей ветке. Голуби моногамны и образуют постоянные пары. Серебристошейные голуби могут размножаться в неволе.
Серебристошейные голуби строят гнёзда, которые представляют собой сваленные в кучу ветки высоко в лавровых деревьях, на недоступных скалах, в расщелинах или пещерах, а иногда в вереске. Птицы откладывают одно белое яйцо, которое насиживают 19—20 дней. Крайне редко птицы могут откладывать два яйца, но гнёзд с двумя птенцами обнаружено не было. Птенцы появляются на свет голыми и беспомощными, покрытыми только нитевидным пухом, но довольно быстро растут. Кормлением птенцов, как и у остальных голубиных, занимаются оба родителя, отрыгивая «птичье молоко», позднее добавляя в него разбухшие семена. По единичному наблюдению, птенец вылетел из гнезда через 28 дней. Через восемь недель птенцы становятся полностью самостоятельными.
Птицы достигают половозрелости в возрасте одного года, а общая продолжительность жизни голубиных составляет 5—15 лет.

## Эволюция
На основе молекулярного анализа Gonzalez et al. предположили, что разделение родов голуби (Columba) и горлицы (Streptopelia) произошло около 25 млн лет назад.
Учёные полагают, что было три или четыре волны миграции голубей группы Columba palumbus на Канарские острова и на Мадейру. Белохвостый лавровый голубь, по-видимому являющийся базальным видом, отделился и переселился на Канарские острова во время миоцена, примерно 25,3—16,8 млн лет назад, он изначально заселял остров Фуэртевентура, первый из появившихся Канарских островов, и переселялся на другие острова по мере их появления. Темнохвостый лавровый голубь, или его предок, переселился во время «второй волны», случившейся на границе миоцена и плиоцена около 5 млн лет назад. В случае отсутствия монофилии темнохвостого лаврового и серебристошейного голубей, последние переселились на Мадейру во время независимой следующей волны. Однако, более вероятен вариант, что предок этих двух голубей заселил острова во время одной волны миграции. При этом возможно, что миграция белохвостого лаврового голубя происходила из Африки, а двух последних — из Европы. К последней волне миграции относится переселение Columba palumbus maderensis — подвида вяхиря, обитавшего на Мадейре, вымершего в 1904 году.
Используя другую модель расчёта учёные относят колонизацию Канарских островов белохвостым лавровым голубем к периоду около 5 млн лет назад, а темнохвостым — 1,5 млн лет назад.

## Систематика
Серебристошейный голубь был впервые описан немецким орнитологом Карлом Хейнекеном, жившим на Мадейре, в 1829 году. Видовое название восходит к местному наименованию птицы — Pumbo trocaz — и, по всей видимости, происходит от латинского torques — «воротник». Из-за путаницы при определении белохвостого лаврового голубя, название Columba laurivora считается синонимом основному. Хейнекен дал название Columba trocaz виду, обитающую на острове Мадейра, однако в нескольких последующих работах самка белохвостого лаврового голубя с Канарских островов и самец серебристошейного были объединены под общим названием Columba laurivora. В 1856 году французский орнитолог Шарль Люсьен Бонапарт (1803—1857) разделил эти два вида, дав серебристошейному виду название Trocaza bouvryi, в более ранней работе этого учёного птицы всё ещё объединены в один вид Trocaza trocaz. Первоначальное название было восстановлено в работе Годмана 1872 года, а канарский голубь был описан немецким орнитологом Эрнстом Хартертом (1859—1933) в 1916 году.
Учёные относят серебристошейного голубя к группе голубей Columba palumbus. Ранее эта группа включала белохвостого лаврового голубя (Columbia junoniae), серебристошейного голубя (Columba trocaz), темнохвостого лаврового голубя (Columba bollii), конголезского голубя (Columba unicincta) и вяхиря (Columba palumbus), все птицы являются крупными голубями, обитающими в Евразии, с широкой полосой по краю хвоста. Исследования Gonzalez et al., опубликованные в 2009 году, и Dourado et al., опубликованные в 2013 году, расширили эту группу, однако последние поставили под сомнение монофилию голубей с островов Макаронезии, высказанную ранее. Учёные отмечают близкое родство Columba bollii, Columba palumbus и Columba trocaz: в исследованиях Gonzalez et al. сестринскими видами названы темнохвостый лавровый голубь и вяхирь (серебристошейный голубь не был включён в анализ), а в исследованиях Dourado et al. — темнохвостый лавровый голубь и серебристошейный, при этом вяхирь является сестринским по отношению к этой кладе.